# Candida parapsilosis
Candida parapsilosis (Ashford) Langeron & Talice – gatunek grzybów należący do rzędu Saccharomycetales.

## Systematyka i nazewnictwo
Pozycja w klasyfikacji według Index Fungorum: Candida, Incertae sedis, Saccharomycetales, Saccharomycetidae, Saccharomycetes, Saccharomycotina, Ascomycota, Fungi.
Po raz pierwszy takson ten opisał w 1928 roku Bailey Ashford, nadając mu nazwę Monilia parapsilosis. Obecną, uznaną przez Index Fungorum, nazwę nadali mu w roku 1932 Maurice Langeron i R. V. Talice, przenosząc go jednocześnie do rodzaju Candida.
Istnieje ponad 20 synonimów jego nazwy.

## Morfologia
Hodowane na stałej pożywce YPD komórki C. tropicalis są owalne o wielkości 3–4 na 5–8 μm. Hodowane przez trzy dni w temperaturze 25 °C na podłożu z mąki kukurydzianej z dodatkiem detergentu Tween 80 tworzą blastokonidia, pojedyncze lub w małych grupach, zebrane wzdłuż osi stosunkowo krótkiej pseudostrzępki.
Kolonie na płytkach YPD są okrągłe, płaskie lub lekko „szpiczaste”, stosunkowo małe (3–7 mm po 7 dniach), w kolorze kremowym, półmatowe lub lekko błyszczące o gładkiej lub pomarszczonej fakturze.

## Charakterystyka
C. parapsilosis, podobnie jak inne Candida, u człowieka może powodować lekkie, jak i systemowe zakażenia oportunistyczne. Jeden z najczęściej (według różnych prac drugi lub trzeci po C. albicans) izolowanych w przypadkach kandydoz. Odpowiada on za infekcje Candida u dzieci poniżej 1. roku życia i jest szczególnie niebezpieczny w warunkach szpitalnych ze względu na tworzenie biofilmów na powierzchniach implantów medycznych. Właściwość ta jest związana z odżywianiem się komórek potomnych z udziałem komórek rodzicielskich oraz umiejętnością zmiany fenotypu wzrostu. C. parapsilosis może naturalnie występować na dłoniach, co stanowi potencjalnie źródło zakażeń pacjentów ze strony personelu medycznego. W kilku przypadkach gatunek ten był odpowiedzialny za masowe, długotrwałe fale zakażeń na oddziałach pediatrycznych szpitali. Jest szczególnie częstym czynnikiem etiologicznym kandydoz układowych przy żywieniu parenteralnym.
Zakażenie C. parapsilosis może prowadzić do kandydozy pochwy lub jamy ustnej, infekcji układu moczowego, sepsy albo zapalenia wsierdzia.
Gatunek rzadko izolowany ze zwierząt; opisano jeden przypadek mastitis wywołany zakażeniem C. parapsilosis u krów.
Według analizy rRNA małej podjednostki rybosomu (18S), C. parapsilosis razem z innymi przedstawicielami rodzaju Candida (C. albicans, C. tropicalis i C. viswanathii) tworzy silnie wyodrębnioną od innych patogennych grzybów grupę.

## Występowanie
Candida parapsilosis wykazano na wszystkich kontynentach, a także na wyspach Pacyfiku, co wskazuje, że jest to najprawdopodobniej gatunek kosmopolityczny.